# 佐藤恵利子
佐藤 恵利子（さとう えりこ、1979年4月26日 - 2011年3月11日）は、日本の女子サッカー選手。1998年から2007年までルネサンス熊本フットボールクラブに所属した。宮城県亘理郡亘理町出身。聖和学園高等学校卒業。

## 経歴
1998年、L・リーグ入りを目標に新規発足したルネサンス熊本フットボールクラブに入団。同年、発足した第1回九州女子サッカーリーグで10得点を挙げ初代得点女王となる。2000年にチームがL・リーグ加入を果たした後は連敗を続けていたが、2004年に佐藤の2得点で5年目にしてのリーグ初勝利を挙げている。2006年にはリーグ通算100試合出場を達成。キャプテンも務めるなど長く中心選手として活躍した。2007年をもって熊本を退団し故郷の宮城でフットサルのチームに参加していたが、2011年3月11日に発生した東北地方太平洋沖地震に伴う津波に巻き込まれて行方不明となり、4月2日に家族により遺体が確認された。満31歳没。
その後、8月12日に熊本で「故 佐藤恵利子さんを偲ぶ会」が催され、9月17日には日本テレビ系列の番組『天才!志村どうぶつ園』で佐藤の愛犬が取り上げられた。2012年2月18日には熊本県内253の少年チームが参加し「五木食品プレゼンツ益城ルネサンス恵利子杯」が益城ルネサンス熊本フットボールクラブ主催により開催された
益城ルネサンス熊本フットボールクラブでは佐藤のメモリアルブランド「ERIKO SATO FORZA」のサッカーウエアを企画。同クラブのジュニアチームのユニフォームが同ブランドの商品として製作された。